# John Peterson (zapaśnik)
John Allan Peterson (ur. 22 października 1948 w Cumberland w stanie Wisconsin) – amerykański zapaśnik. Dwukrotny medalista olimpijski.
Walczył w stylu wolnym, w kategorii średniej (do 82 kilogramów). Brał udział w dwóch igrzyskach (IO 72, IO 76), na obu zdobywał medale. Triumfował w 1976, cztery lata wcześniej był drugi. Był medalistą mistrzostw świata, srebrnym w 1979, brązowym w 1978, a w 1971 i 1973 odpadł w eliminacjach. 
Pierwszy w Pucharze Świata w 1973, 1975 i 1980.
Zawodnik Cumberland High School i University of Wisconsin–Stout. Zapaśnikiem i medalistą olimpijskim był również jego brat Ben.